# Saint-Clément-des-Baleines
 Saint-Clément-des-Baleines  es una población y comuna francesa, situada en la región de Nueva Aquitania, departamento de Charente Marítimo, en la isla de Ré.

## Demografía
| 439 | 490 | 480 | 516 | 607 | 728 |
| Para los censos de 1962 a 1999 la población legal corresponde a la población sin duplicidades (Fuente: INSEE [Consultar]) |     |     |     |     |     |